# Liste von Bänden der Beck’schen Reihe

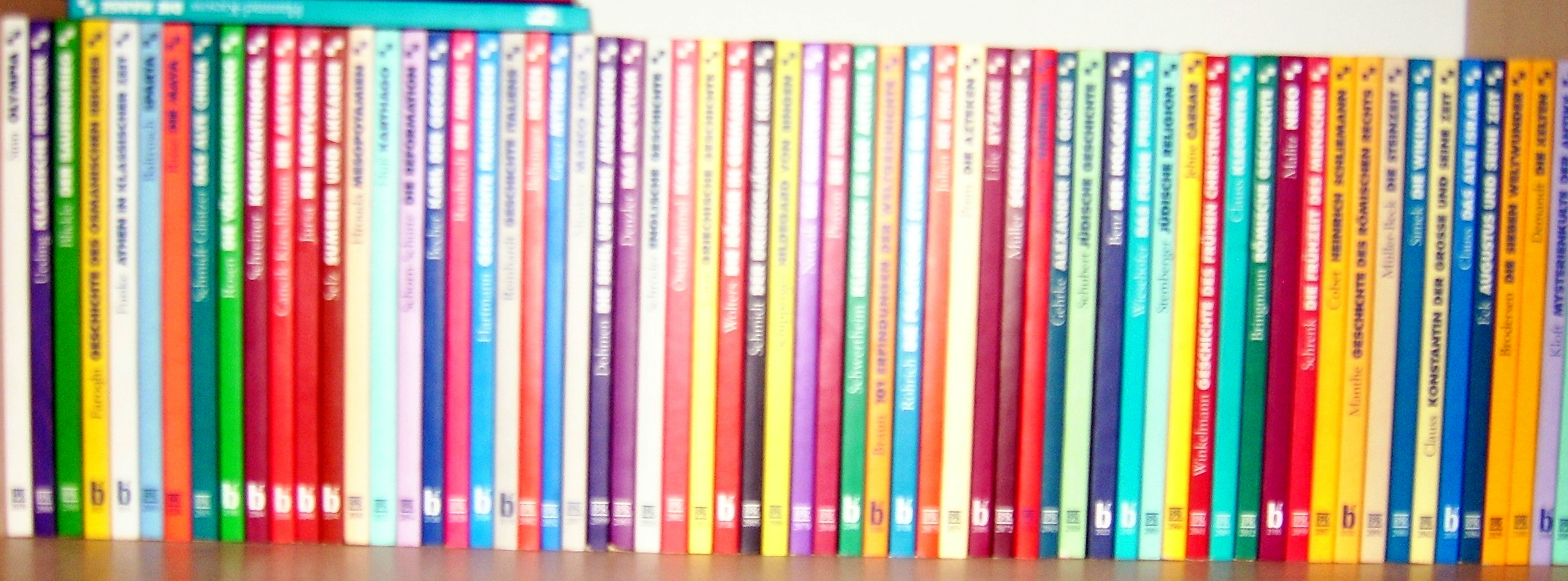
Bände der Beck’schen Reihe Wissen

Diese Liste führt Bände der Beck’schen Reihe und der Beck’schen Reihe Wissen (Beck Wissen) auf. In dieser deutschsprachigen Buchreihe erscheinen Bücher aus den Bereichen Biographie, Geschichte, Literatur, Sprache, Medizin, Psychologie, Musik, Natur, Technologie, Philosophie, Religion und Kunst. Zahlreiche Fachgelehrte haben an ihr mitgewirkt. Im Umfang der einzelnen Bände und in ihrer thematischen Vielfalt ist sie vergleichbar mit der französischen Reihe Que sais-je ? (Was weiß ich?), an deren Umfang sie jedoch (noch) nicht heranreicht (Siehe Liste der Bände). Eine ähnliche Reihe ist Very Short Introductions von Oxford University Press.

## Titelübersicht (Auswahl)
Die folgende Übersicht ist cum grano salis alphabetisch sortiert (teils nach Schlagwort). Angegeben werden Titel (teils verkürzt) / ISBN (die letzten 6 Ziffern) / Reihennummer (in Klammern) Die ISBN der Reihe C.H.Beck Wissen beginnt mit den ersten sieben Ziffern 978-3-406-. Um die gesamte ISBN für einen Titel zu bilden, sind zu den sieben Ziffern die letzten sechs Ziffern hinzuzufügen, die für jeden Titel unten aufgeführt sind. So hat beispielsweise der Titel Aborigines Australiens die ISBN 978-3-406-72993-5. Die folgende alphabetische Übersicht erhebt keinen Anspruch auf Aktualität oder Vollständigkeit:

### A
- Die Aborigines Australiens 72993-5 (2389), Gerhard Leitner
- Der Deutsche Adel 66704-6 (2832), Walter Demel, Sylvia Schraut
- Der Europäische Adel 50879-0 (2379), Walter Demel
- Das Alte Ägypten 73173-0 (2305), Hermann A. Schlögl
- Geschichte Afrikas 73451-9 (2189), Franz Ansprenger
- Geschichte der Alchemie 61601-3 (2718), Claus Priesner
- Alexander der Große 41043-7 (2043), Hans-Joachim Gehrke
- Alkoholismus 45533-9 (2033), Wilhelm Feuerlein
- Allergien 44740-2 (2140), Lothar Jäger
- Die Alpen (2909), Hansjörg Küster
- Die Ameisen 44752-5 (2152), Walter Kirchner
- Der Amerikanische Bürgerkrieg 56251-8 (2451), Michael Hochgeschwender
- Die Angelsachsen 62137-6 (2728), Harald Kleinschmidt
- Das Ende der Antike 71842-7 (2151), Hartwin Brandt
- Das Antike Drama 70792-6 (2729), Therese Fuhrer, Martin Hose
- Das Antike Theater 58796-2 (2496), Bernd Seidensticker
- Antimaterie 44504-0 (2104), Dieter B. Herrmann
- Geschichte des Antisemitismus 47987-8 (2187), Werner Bergmann
- Die apokryphen Evangelien (2906), Jens Schröter
- Die Araber 71670-6 (2343), Heinz Halm
- Geschichte der Architektur im 20. Jahrhundert 56255-6 (2455), Nobert Huse
- Architekturtheorie 71431-3 (2874), Dietrich Erben
- Aristoteles 69772-2 (2865), Oliver Primavesi, Christof Rapp
- Armut 69813-2 (2862), Philipp Lepenies
- Die Assassinen 70414-7 (2868), Heinz Halm
- Die Assyrer 50828-8 (2328), Eva Cancik-Kirschbaum
- Asthma 43295-8 (2095), Hans-Uwe Simon
- Athen in klassischer Zeit 44574-3 (2074), Peter Funke
- Die athenische Demokratie 48008-9 (2308), Angela Pabst
- Athen 50836-3 (2336), Ulrich Sinn
- Das Zeitalter der Aufklärung 44796-9 (2058), Werner Schneiders
- Augustus und seine Zeit 66686-5 (2084), Werner Eck
- Auschwitz 50833-2 (2333), Sybille Steinbacher
- Das Auswärtige Amt 63173-3 (2744), Eckhart Conze
- Autismus 57680-5 (2147), Helmut Remschmidt
- Die Azteken 45835-4 (2035), Hanns J. Prem

### B
- Die Babylonier 50849-3 (2349), Michael Jursa
- Johann Sebastian Bach 62227-4 (2738), Dorothea Schröder
- Bachs Konzerte 54066-0 (2212), Egon Voss
- Geschichte Baden-Württembergs 55874-0 (2601), Hans-Georg Wehling, Reinhold Weber
- Die Bajuwaren. Von der Völkerwanderung bis Tassilo III., Wilhelm Störmer
- Geschichte des Balkans 50856-1 (2356), Edgar Hösch
- Geschichte der baltischen Länder 50855-4 (2355), Ralph Tuchtenhagen
- Der Bauernkrieg 72225-7 (2103), Peter Blickle
- Das Bauhaus 73842-5 (2883), Winfried Nerdinger
- Geschichte Bayerns 55159-8 (2602), Wilhelm Volkert
- Max Beckmann 62440-7 (2515), Uwe M. Schneede
- Beethovens Klaviersonaten 57572-3 (2200), Siegfried Mauser
- Beethovens Symphonien 44809-6 (2209), Dieter Rexroth
- Die Benediktiner 74001-5 (2894), Mirko Breitenstein
- Berg Athos 50851-6 (2351), Andreas Müller
- Geschichte Berlins 60067-8 (2603), Bernd Stöver
- Die Bibel und ihre Auslegung, Christoph Dohmen
- Bienen und Bienenvölker 41867-9 (2067), Karl Weiß
- Das Bier 66667-4 (2792), Franz Meußdoerffer, Martin Zarnkow
- Was ist Biodiversität? 53617-5 (2417), Bruno Streit
- Geschichte der Biologie 50834-9 (2334), Thomas Junker
- Bionik 53636-6 (2436), Werner Nachtigall
- Biowetter 53616-8 (2416), Angela Schuh
- Bismarck 56276-1 (2476), Eberhard Kolb
- Dietrich Bonhoeffer 64508-2 (2775), Christiane Tietz
- Die Borgia 62665-4 (2741), Volker Reinhardt
- Hieronymus Bosch 63336-2 (2516), Nils Büttner
- Botticelli 68497-5 (2505), Frank Zöllner
- Johannes Brahms. Die Lieder 68282-7 (2224), Matthias Schmidt
- Geschichte Brandenburgs 58350-6 (2604), Peter-Michael Hahn
- Willy Brandt 65466-4 (2780), Bernd Faulenbach
- Geschichte Bremens 55533-6 (2605), Konrad Elmshäuser
- Geschichte des Britischen Empire (2918), Benedikt Stuchtey
- Bruckners Sinfonien 68808-9 (2225), Hans-Joachim Hinrichsen
- Pieter Bruegel d. Ä. 72529-6 (2521), Nils Büttner
- Brunelleschi 61277-0 (2540), Alexander Markschies
- Die Geschichte des Buches, Helmut Hilz
- Buddha 61222-0 (2717), Axel Michaels
- Der Buddhismus 74159-3 (2367), Helwig Schmidt-Glintzer
- Geschichte der Bundesrepublik Deutschland 56271-6 (2471), Marie-Luise Recker
- Das Bundesverfassungsgericht 44761-7 (2161), Jutta Limbach
- Burgund 53614-4 (2414), Hermann Kamp
- Burnout 56265-5 (2465), Ingeborg Hedderich
- Byzanz 41885-3 (2085), Ralph-Johannes Lilie

### C
- Caesar 41044-4 (2044), Martin Jehne
- Johannes Calvin 56269-3 (2469), Christoph Strohm
- Caravaggio (2525), Sybille Ebert-Schifferer
- Paul Cézanne 54690-7 (2506), Götz Adriani
- Das Alte China 72292-9 (2015), Helwig Schmidt-Glintzer
- Das Neue China 66292-8 (2126), Helwig Schmidt-Glintzer
- Die Chinesische Kulturrevolution 68839-3 (2854), Daniel Leese
- Chinesische Philosophie (2919), Hans von Ess
- Die Chinesische Schrift 68290-2 (2849), Thomas O. Höllmann
- Cholesterin 43314-6 (2114), Ursel Wahrburg, Gerd Assmann
- Chopins Klaviermusik (2227), Thomas Kabisch
- Christenverfolgung in der Antike 73972-8 (2896), Wolfram Kinzig
- Das Christentum 72834-1 (2070), Kurt Nowak
- Geschichte des frühen Christentums 44797-6 (2041), Friedhelm Winkelmann
- CIA 70410-9 (2871), Bernd Stöver
- Cicero 56240-2 (2440), Wilfried Stroh
- Der Codex Manesse 72134-2 (2882), Anna Kathrin Bleuler
- Lovis Corinth 56935-7 (2509), Michael F. Zimmermann

### D
- Dantes Göttliche Komödie 71929-5 (2880), Franziska Meier
- Dänische Geschichte 44762-4 (2162), Robert Bohn
- Der Daoismus 61218-3 (2721), Hans van Ess
- Darwin und der Darwinismus, Franz M. Wuketits
- Dekolonisation 65464-0 (2785), Jürgen Osterhammel, Jan C. Jansen
- Das Antike Delphi 53631-1 (2431), Michael Maaß
- Demokratie 73816-6 (2311), Hans Vorländer
- Depressionen, 44739-2 (2139), Rainer Tölle
- Geschichte des Designs, Melanie Kurz, Thilo Schwer
- Der Deutsche Bund 1815–1866 58795-5 (2495), Wolf D. Gruner
- Die Deutschen Geheimdienste (2922), Wolfgang Krieger
- Deutsche Geschichte 71513-6 (2875), Andreas Fahrmeir
- Deutsche Geschichte im 19. Jahrhundert 67507-2 (2840), Dieter Hein
- Deutsche Geschichte im 20. Jahrhundert 72243-1 (2165), Andreas Wirsching
- Deutsche Geschichte in der Frühen Neuzeit 56262-4 (2462), Johannes Burkhardt
- Deutsche Geschichte im Mittelalter 48007-2 (2307), Frank Rexroth
- Deutsche Kolonialgeschichte 73606-3 (2448), Sebastian Conrad
- Das Deutsche Kaiserreich 70802-2 (2870), Christoph Nonn
- Der Deutsche Orden 53628-1 (2428), Jürgen Sarnowsky
- Dinosaurier 41880-5 (2080), Annette Broschinski
- Otto Dix 73223-2 (2522), Uwe M. Schneede
- Doping 50845-5 (2345), Rudhard Klaus Müller
- Dracula 61214-5 (2715), Heiko Haumann
- Der Dreißigjährige Krieg 72196-0 (2005), Georg Schmidt
- Das Dritte Reich 72240-0 (2859), Ulrich Herbert
- Die Druiden 56266-2 (2466), Bernhard Maier
- Albrecht Dürer (2524), Thomas Schauerte

### E
- Echnaton 56241-9 (2441), Hermann A. Schlögl
- Die Edda 56084-2 (2419), Rudolf Simek
- Albert Einstein 67592-8 (2839) Hubert Goenner
- Einsteins Relativitätstheorien 45669-5 (2069), Hubert Goenner
- Die Eiszeiten 50863-9 (2363), Hansjürgen Müller-Beck
- Elementarteilchen 50846-4, Harald Fritzsch
- Englische Geschichte 71551-8 (2016), Hans-Christoph Schröder
- Epilepsie 71424-5 (2047), Hansjörg Schneble
- Erdbeben und Vulkane 41862-7 (2062), Rolf Schick
- Geschichte der Erde: Von den Anfängen des Planeten bis zur Entstehung von Leben, 43310-3 (2110), Rolf Meissner
- Erneuerbare Energien 55514-5 (2412), Peter Hennicke, Manfred Fischedick
- Eßstörungen 57702-4 (2087), Ulrich Cuntz, Andreas Hillert
- Ethik 72248-6 (2800), Otto Höffe
- Die Etrusker 59812-8 (2040), Friedhelm Prayon
- Evolution: Die Entwicklung des Lebens, 44738-9 (2138), Franz M. Wuketits
- Die Evolution des Menschen 72276-9 (2409), Thomas Junker

### F
- Der Italienische Faschismus 60766-0 (2429), Wolfgang Schieder
- Geschichte von Florenz 64511-2 (2773), Volker Reinhardt
- Die Flüchtlingskrise 69072-3 (2857), Stefan Luft
- Geschichte der Fotografie 73614-8 (2727), Wolfgang Kemp
- Die Franken 66181-5 (2799), Bernhard Jussen
- Geschichte Frankreichs 67330-6 (2124), Peter C. Hartmann
- Franziskus von Assisi 70964-7 (2170), Helmut Feld
- Die Französische Revolution 73397-0 (2347), Hans-Ulrich Thamer
- Frauenbewegung und Feminismus 71841-0 (2463), Ute Gerhardt
- Freiherr vom Stein 58787-0 (2487), Heinz Duchhardt
- Die Freimaurer 44733-4 (2133), Helmut Reinalter
- Kaiser Friedrich II. 64050-6 (2762), Olaf B. Rader
- Friedrich der Große 62141-3 (2731), Johannes Kunisch
- Geschichte der Frühen Neuzeit 72092-5 (2760), Thomas Maissen
- Die Frühzeit des Menschen 73600-1 (2059), Friedemann Schrenk

### G
- Gandhi 62460-5 (2322), Dietmar Rothermund
- Das Gedächtnis 56260-0 (2460), Hans Markowitsch
- Geheimsprachen 49046-0 (2071), Albrecht Beutelspacher
- Genetik 43994-2 (2094), Heinrich Zankl
- Gerechtigkeit 44768-6 (2168), Otfried Höffe
- Die Germanen 72734-4 (2004), Herwig Wolfram
- Die Gestapo, Carsten Dams, Michael Stolle
- Das Gilgamesch-Epos 65213-4(2443), Walther Sallaberger
- Giotto 58248-6 (2503), Michael Viktor Schwarz
- Die Gladiatoren 64608-9 (2772), Christian Mann
- Geschichte der Globalisierung 73647-6 (2320), Jürgen Osterhammel, Nils P. Petersson
- Die Gnosis 72737-5 (2173), Christoph Markschies
- Johann Wolfgang Goethe 44727-3 (2127), Dorothea Hölscher-Lohmeyer
- Goethes „Faust“ (2903), Michael Jaeger
- Götter und Kulte der Germanen 50835-6 (2335), Rudolf Simek
- Götter und Mythen des Alten Orients 60522-2 (2708), Manfred Krebernik
- Vincent van Gogh 73649-0 (2310), Uwe M. Schneede
- Gold 73212-6 (2889), Bernd-Stefan Grewe
- Die Goten und ihre Geschichte 44779-2 (2179), Herwig Wolfram
- Goya 72755-9 (2520), Werner Busch
- Gravitationswellen 71941-7 (2879), Hartmut Grote
- Papst Gregor VII. 58792-4 (2492), Jürgen Schieffer
- Das Mykenische Griechenland 72726-9 (2860), Sigrid Deger-Jalkotzy, Dieter Hertel
- Die Griechische Frühzeit 73651-3 (2185), Karl-Wilhelm Welwei
- Griechische Geschichte 72091-8 (2014), Detlef Lotze
- Griegs lyrische Klavierstücke 44815-7 (2216), Hanspeter Krellmann
- Das Grundgesetz 73453-3 (2470), Christoph Möllers
- Gut und Böse 73208-9 (2077), Annemarie Pieper

### H
- Die Habsburger 44754-9 (2154), Heinz-Dieter Heimann
- Georg Friedrich Händel 56253-2 (2453), Dorothea Schröder
- Händels Oratorien 44808-9 (2215), Claus Bockmaier
- Geschichte Hamburgs 53595-6 (2606), Martin Krieger
- Hannibal 43292-7 (2092), Pedro Barceló
- Die Hanse 58352-0 (2131), Rolf Hammel-Kiesow
- Joseph Haydn 56268-6 (2468), Arnold Werner-Jensen
- Haydns Oratorien 57763-5 (2217), Gottfried Scholz
- Haydns Sinfonien 44813-3 (2213), Michael Walter
- Haydns Streichquartette 60671-7 (2203), Georg Feder
- Hegels Philosophie (2912), Günter Zöller
- Die Heiligen 58798-6 (2498), Peter Gemeinhardt
- Der Heilige Gral 73972-9 (2896), Matthias Egeler
- Das Heilige Land 59101-3 (2459), Wolfgang Zwickel
- Das Heilige Römische Reich Deutscher Nation 72247-9 (2399), Barbara Stollberg-Rilinger
- Geschichte des Hellenismus 48009-6 (2309), Heinz Heinen
- Das Herz 43298-9 (2098), Friedrich Strian
- Geschichte Hessens 53606-9 (2607), Frank-Lothar Kroll
- Die Hethiter 53625-0 (2425), Jörg Klinger
- Hexen 41882-2 (2082), Wolfgang Behringer
- Himmel, Hölle, Paradies 74241-5 (2900), Bernd Lang
- Der Hinduismus 44758-7 (2158), Heinrich von Stietencron
- Hiroshima 58791-7 (2491), Florian Coulmas
- Hochbegabung 65333-9 (2786), Franzis Preckel, Tanja Gabriele Baudson
- Friedrich Hölderlin 61279-4 (2712), Dieter Burdorf
- Die Hohenzollern 53626-7 (2426), Frank-Lothar Kroll
- Hans Holbein d. J. 60510-9 (2513), Oskar Bätschmann
- Der Holocaust 72835-8 (2022), Wolfgang Benz
- Homer und seine Zeit 48002-7 (2302), Barbara Patzek
- Homers Odyssee (2908), Bernhard Zimmermann
- Alexander von Humboldt 73435-9 (2888), Andreas W. Daum
- Die Hugenotten 73431-1 (2892), Alexander Schunka
- Der Hundertjährige Krieg 56275-4 (2475), Joachim Ehlers
- Die Hunnen 53633-5 (2433), Timo Stickler

### I
- Das Alte Indien 59717-6 (2304), Michael Witzel
- Geschichte Indiens 71878-6 (2194), Dietmar Rothermund
- Die Indoeuropäer 60682-3 (2706), Harald Haarmann
- Die Inka 69891-0 (2867), Berthold Riese
- Die Inka 41875-9 (2075), Catherine Julien
- Die Inquisition 73175-4 (2340), Gerd Schwerhoff
- Insekten 41048-2 (2048), Klaus Honomichel
- Was ist Intelligenz? 59005-4 (2088), Joachim Funke, Bianca Vatterodt
- Der Investiturstreit 70655-4 (2852), Claudia Zey
- Geschichte Irans 48021-8 (2321), Monika Gronke
- Geschichte Irlands 64054-4 (2765), Benedikt Stuchtey
- Der Islam 72249-3 (2145), Heinz Halm
- Islamische Philosophie 72644-6 (2352), Ulrich Rudolph
- Das Islamische Recht 64662-1 (2777), Mathias Rohe
- Islamismus 66069-6 (2827), Tilman Seidensticker
- Das Alte Israel 44573-6 (2073), Manfred Clauss
- Geschichte Israels (2905), Noam Zadoff
- Geschichte Israels in der Antike 72686-6 (2887), Bernd U. Schipper
- Geschichte Istanbuls 58781-8 (2481), Klaus Kreiser
- Geschichte Italiens 43318-4 (2118), Volker Reinhardt

### J
- Jakobsweg 53594-9 (2394), Klaus Herbers
- Geschichte Japans 66440-3 (2190), Manfred Pohl
- Jeanne d’Arc 53596-3 (2396), Gerd Krumeich
- Das Antike Jerusalem 56881-7 (2418), Eckart Otto
- Jesus 44742-6 (2142), Jens Schröter
- Johannes Paul II. 53635-9 (2435), Stefan Samerski
- Die Johanniter 62239-7 (2737), Jürgen Sarnowsky
- Joseph II. 62152-9 (2735), Helmut Reinalter
- Jüdische Geschichte 44918-5 (2018), Kurt Schubert
- Jüdische Religion 68327-5 (2003), Günter Sternberger
- Die Julikrise 66108-2 (2825), Annika Mombauer
- Justinian 50832-5 (2332), Mischa Meier

### K
- Franz Kafka 56273-0 (2473), Thomas Anz
- Die Kaiser des Mittelalters 53598-7 (2398), Bernd Schneidmüller
- Der Kalte Krieg 71594-5 (2314), Bernd Stöver
- Kandinsky 69873-6 (2519), Matthias Haldemann
- Geschichte des Kapitalismus 65492-3 (2783), Jürgen Kocka
- Karl V. 44730-3 (2130), Luise Schorn-Schütte
- Karl der Große 43320-7 (2120), Matthias Becher
- Die Karolinger 66175-4 (2828), Karl Ubl
- Karthago 39825-4 (2025), Werner Huß
- Von der Keimzelle zum Individuum 44749-5 (2149), Heinrich Zankl
- Die Kelten 44798-3 (2101), Alexander Demandt
- Die Ketzer 50883-7 (2383), Christoph Auffarth
- Geschichte der christlichen Kirchen 60573-4 (2499), Volker Leppin
- Die Kirchen im Dritten Reich 61224-4 (2720), Christoph Strohm
- Die Kirchen in der DDR (2921), Andreas Stegmann
- Die Kirchenväter und ihre Zeit 44741-9 (2141), Hartmut Leppin
- Klassik 50829-5 (2329), Gerhard Schulz, Sabine Doering
- Das Klavier 63719-3 (2752), Christoph Kammertöns
- Paul Klee 68373-2 (2500), Christian Rümelin
- Kleinasien in der Antike 50848-6 (2348), Elmar Schwertheim
- Heinrich von Kleist 61240-4 (2716), Hans Joachim Kreutzer
- Kleopatra 39009-8 (2009), Manfred Clauss
- Klima, Wetter, Mensch 44613-2 (2113), Nico Stehr, Hans von Storch
- Klimapolitik 73615-5 (2853), Ottmar Edenhofer, Michael Jakob
- Der Klimawandel 72672-9 (2366), Stefan Rahmstorf, Hans-Joachim Schellnhuber
- Königin Luise 48023-2 (2323), Luise Schorn-Schütte
- Kolonialismus 63980-7 (2002), Jürgen Osterhammel, Jan C. Jansen
- Kometen 41863-5 (2063), Dietrich Möhlmann
- Der Konfuzianismus 48006-5 (2306), Hans van Ess
- Die Konquistadoren 73429-8 (2890), Vitus Huber
- Konstantin der Große und seine Zeit 59627-8 (2042), Manfred Clauss
- Konstantinopel 68420-3 (2364), Peter Schreiner
- Der Koran 72913-3 (2109), Hartmut Bobzin
- Die Kosaken 64676-8 (2768), Andreas Kappeler
- Krebs und Krebsvermeidung 50880-6 (2380), Harald Theml
- Das Antike Kreta 50850-9 (2350), Angelos Chaniotis
- Die Kreuzzüge 50838-7 (2338), Peter Thorau
- Der Krieg gegen die Ukraine, Gwendolyn Sasse
- Kriminalität in Deutschland 50884-4 (2384), Britta Bannenberg, Dieter Rössner
- Die Kuba-Krise 58786-3 (2486), Bernd Greiner
- Künstliche Intelligenz (2904), Manuela Lenzen
- Die Ägyptische Kunst 63213-6 (2550), Dorothea Arnold
- Die Chinesische Kunst 59272-0 (2571), Helmut Brinker
- Die Frühchristliche und byzantinische Kunst 71005-6 (2472), Johannes G. Deckers
- Die Griechische Kunst 55491-9 (2551), Tonio Hölscher
- Geschichte der Islamischen Kunst 56970-8 (2570), Lorenz Korn
- Die Römische Kunst 54688-4 (2552), Paul Zanker
- Die Kunst Afrikas, Kerstin Pinther
- Die Kunst des 19. Jahrhunderts 55489-6 (2559), Michael F. Zimmermann
- Die Kunst des Barock 57764-2 (2557), Dietrich Erben
- Die Kunst der Gegenwart 59111-2 (2561), Philip Ursprung
- Die Kunst der Kelten 63057-6 (2574), Felix Müller
- Die Kunst der Klassischen Moderne 59110-5 (2560), Uwe M. Schneede
- Die Kunst des Klassizismus und der Romantik 60762-2 (2558), Andreas Beyer
- Die Kunst des Mittelalters 1: 800 – 1200 56934-0 (2554), Bruno Reudenbach
- Die Kunst des Mittelalters 2: 1200–1500 57883-0 (2555), Klaus Niehr
- Die Kunst der Renaissance 54689-1 (2556), Andreas Tönnemann

### L
- Geschichte Lateinamerikas 60693-9 (2703), Stefan Rinke
- Das Lehnswesen 63235-8 (2745), Steffen Patzold
- Gotthold Ephraim Lessing 68835-5 (2789), Friedrich Vollhardt
- Was ist Licht? 44722-8 (2122), Thomas Walther, Herbert Walther
- Der Limes 48018-8 (2318), Egon Schallmayer
- Franz Liszt 61195-7 (2711), Wolfgang Dömling
- Literaturgeschichte der Bundesrepublik Deutschland 62231-1 (2733), Dirk von Petersdorff
- Literaturgeschichte der USA 64628-7 (2769), Mario Klarer
- Andrew Lloyd Webbers Musicals 44814-0 (2214), Ulrich Müller
- Ludwig II. von Bayern 61216-9 (2719), Hermann Rumschöttel
- Ludwig XIV 67551-5 (2842), Mark Hengerer
- Martin Luther 69887-3 (2388), Thomas Kaufmann
- Geschichte Luxemburgs 62225-0 (2732), Michael Pauly
- Geschichte der deutschen Lyrik 53634-2 (2434), Dirk von Petersdorff

### M
- Machu Picchu 72855-6 (2341), Berthold Riese
- Gustav Mahler 58789-4 (2489), Constantin Floros
- Mahlers Sinfonien (2228), Peter Revers
- Management 56279-2 (2479), Dietrich von der Oelsnitz
- Nelson Mandela 72116-8 (2748), Stephan Bierling
- Edouard Manet 67712-0 (2518), Oskar Bätschmann
- Mao Zedong 56239-6 (2439), Sabine Dabringhaus
- Marco Polo 67682-6 (2097), Marina Münkler
- Karl Marx 71418-4 (2834), Wilfried Nippel
- Materie – von der Urmaterie zum Leben 40334-4 (2034), Klaus Mainzer
- Die Maya 72724-5 (2026), Berthold Riese
- Geschichte Mecklenburg-Vorpommerns 57767-3 (2608), Michael North
- Die Medici 44028-1 (2028), Volker Reinhardt
- Geschichte der Medizin 75608-7 (2452), Karl-Heinz Leven
- Felix Mendelssohn Bartholdy 56249-5 (2449), Andreas Eichhorn
- Menschen, Seuchen und Mikroben 48017-1 (2317), Jörg Hacker
- Menschenwürde 68837-9 (2856), Dietmar von der Pfordten
- Adolph Menzel 52191-1 (2501), Werner Busch
- Die Merowinger 63307-2 (2746), Martina Hartmann
- Mesopotamien 71406-1 (2877), Karen Radner
- Mesopotamien, 40330-1 (2030), Barthel Hrouda
- Metaphysik 66796-1 (2809), Christof Rapp
- Metternich 58784-9 (2484), Wolfram Siemann
- Geschichte der deutschen Migration 58794-8 (2494), Dirk Hoerder
- Globale Migration 69890-3 (2761), Jochen Oltmer
- Migräne (2408), Matthias Keidel
- Die Milchstraße 39717-4 (2017), Andreas Burkert, Rudolf Kippenhahn
- Militärgeschichte der Antike 56247-1 (2447), Leonhard Burckhardt
- Das Mogulreich 53603-8 (2403), Stephan Conermann
- Mohammed 44744-0 (2144), Hartmut Bobzin
- Claude Monet 70642-4 (2517), Felix Krämer
- Die Mongolen 62133-8 (2730), Karénina Kollmar-Paulenz
- Maria Montessori 73604-9 (2174), Ingeborg Waldschmidt
- Die Moschee 63332-4 (2573), Lorenz Korn
- Mose 53600-7 (2400), Eckhart Otto
- Wolfgang Amadeus Mozart 50876-9 (2376), Gernot Gruber
- Mozarts Klavierkonzerte 56864-0 (2201), Marius Flothuis
- Mozarts Klaviersonaten 66171-6 (2223), Siegfried Mauser
- Mozarts Opern 58261-5 (2218), Manfred Hermann Schmid
- Mozarts Streichquartette 43306-1 (2204), Marius Flothuis
- Münzen 69774-6 (2861), Bernd Kluge
- Benito Mussolini 66982-8 (2835), Wolfgang Schieder
- Mutter Teresa 53605-2 (2405), Marianne Sammer
- Mysterienkulte der Antike 44606-1 (2106), Hans Kloft
- Die Christliche Mystik 53615-1 (2415), Volker Leppin

### N
- Der Nahostkonflikt 72332-2 (2858), Muriel Asseburg, Jan Busse
- Napoleon 73479-3 (2893), Johannes Willms
- Nationalismus 73648-3 (2169), Hans-Ulrich Wehler
- Der Neandertaler 50873-8 (2373), Friedemann Schrenk, Stephanie Müller
- Nero 65419-0 (2105), Jürgen Malitz
- Geschichte der Niederlande 65338-4 (2078), Michael North
- Geschichte Niedersachsens 58344-5 (2609), Carl-Hans Hauptmeyer
- Nofretete 63725-4 (2763), Hermann A. Schlögl
- Geschichte Nordrhein-Westfalens 58343-8 (2610), Christoph Nonn
- Die Normannen 63727-8 (2755), Hubert Houben
- Notre-Dame (2913), Thomas W. Gaethgens
- November 1938 65470-1 (2782), Raphael Gross
- Die NSDAP (2911), Hans-Ulrich Thamer
- Die Nürnberger Prozesse 53604-5 (2404), Annette Weinke

### O
- Ökonomie der Ungleichheit 69846-0 (2864), Thomas Piketty
- Geschichte des Ökonomischen Denkens 65553-1 (2784), Heinz D. Kurz
- Österreichische Geschichte 73631-5 (2369), Karl Vocelka
- Okkultismus 61220-6 (2713), Sabine Doering-Manteuffel
- Orden und Klöster 47996-0 (2196), Georg Schwaiger, Manfred Heim
- Die Orgel 65490-9 (2794), Hans Maier
- Das Orthodoxe Christentum 71943-1 (2339), Martin Tamcke
- Geschichte des Osmanischen Reiches 72395-7 (2021), Suraiya Faroqhi
- Ostpreußen 66980-4 (2833), Andreas Kossert
- Die Ottonen 44746-4 (2146), Hagen Keller
- Ovids Metamorphosen 53621-2 (2421), Niklas Holzberg
- Ozon 44750-3 (2150), Heinrich Sandermann

### P
- Paar- und Familientherapie 50861-5 (2361), Michael Wirsching
- Pandemien (2917), Jörg Hacker
- Geschichte der Pädagogik 50853-0 (2353), Winfried Böhm
- Das Papsttum 59216-4 (2065), Georg Denzler
- Parkinsonsche Krankheit 48001-0 (2301), Gerd A. Fuchs
- Paulus, Klaus Berger
- Der Peloponnesische Krieg 69880-4 (2391), Bruno Bleckmann
- Pergamon 62139-0 (2740), Martin Zimmermann
- Die Perserkriege 73610-0 (2705), Wolfgang Will
- Das Frühe Persien 59465-6 (2107), Josef Wiesehöfer
- Die Pest 71818-2 (2411), Klaus Bergdolt
- Philosophie des 19. Jahrhunderts 72128-1 (2823), Günter Zöller
- Philosophie des 20. Jahrhunderts 73874-6 (2824), Thomas Rentsch
- Philosophie der Antike 64632-4 (2820), Christoph Horn
- Philosophie der Neuzeit 73210-2 (2822), Johannes Haag, Markus Wild
- Philosophie der Physik 66794-7 (2803), Norman Sieroka
- Philosophie der Technik 63833-6 (2805), Klaus Kornwachs
- Philosophie der Zeit 72787-0 (2886), Norman Sieroka
- Philosophie des Geistes 63858-9 (2806), Albert Newen
- Philosophie im Mittelalter 64634-8 (2821), Loris Sturlese
- Die Phönizier 56244-0 (2444), Michael Sommer
- Geschichte der modernen Physik 62176-5 (2723), Siegmund Brandt
- Die Piasten 61137-7 (2709), Eduard Mühle
- Pilze 50860-8 (2360), Georg Schön
- Die Piraten 48027-0 (2327), Robert Bohn
- Max Planck 56242-6 (2442), Dieter Hoffmann
- Geschichte Polens 71292-0 (2385), Jürgen Heyde
- Geschichte der politischen Ideen 63846-6 (2759), Marcus Llanque
- Das Politische System der Bundesrepublik Deutschland 71299-9 (2371), Manfred G. Schmidt
- Die Politischen Systeme der Welt 71579-2 (2128), Wilfried Röhrich
- Pompeji 70267-9 (2387), Jens-Arne Dickmann
- Pontius Pilatus 63362-1 (2747), Alexander Demandt
- Geschichte Portugals 66375-8 (2156), Walther L. Bernecker, Horst Pietschmann
- Geschichte Preußens 56256-3 (2456), Monika Wienfort
- Der Protestantismus 70824-4 (2108), Friedrich Wilhelm Graf
- Die Protokolle der Weisen von Zion 70820-6 (2413), Wolfgang Benz
- Psychoanalyse 41861-7 (2061), Wolfgang Mertens
- Psychologie (2924), Rolf Reber
- Psychopharmaka 59158-7 (2013), Otto Benkert
- Psychosomatische Medizin 40327-9 (2027),
- Psychotherapie 43319-1 (2119), Michael Wirsching
- Puccinis Opern 69842-2 (2226), Gerd Uecker
- Die Pyramiden 50831-8 (2331), Peter Janosi

### Q
- Quantentheorie 47986-1 (2186), Gert-Ludwig Ingold

### R
- Raffael 60091-3 (2510), Jürg Meyer zur Capellen
- Geschichte des Rassismus 67796-0 (2424), Christian Geulen
- Geschichte der Raumfahrt 44753-2 (2153), Günter Siefarth
- Rauschdrogen 56245-7 (2445), Thomas Köhler
- Ravels Klaviermusik 44810-2 (2210), Siegfried Schmalzriedt
- Rechtsextremismus in der Bundesrepublik Deutschland BRD 47244-2 (2112),  Arming Pfahl-Traughber
- Rechtsphilosophie 64484-9 (2801), Dietmar von der Pfordten
- Die Reconquista 74007-7 (2876), Nikolas Jaspert
- Die Reformation 71539-6 (2054), Luise Schorn-Schütte
- Die Reformpädagogik 64052-0 (2743), Winfried Böhm
- Reich und Staat. Eine kleine deutsche Verfassungsgeschichte. 64615-7 (2776), Dietmar Willoweit
- Die Reichsgründung 1870/71 (2902), Michael Epkenhans
- Der Religiöse Fundamentalismus 40331-6 (2031), Klaus Kienzler
- Die Renaissance in Italien 47991-5 (2191), Volker Reinhardt
- Resilienz 73956-9 (2895), Rebecca Böhme
- Die Revolution 1848/49 45119-5 (2019), Dieter Hein
- Die Revolution von 1918/19 73257-7 (2454), Volker Ullrich
- Geschichte von Rheinland-Pfalz 60505-5 (2611), Lukas Clemens, Norbert Franz
- Klassische Rhetorik 46265-8 (2000), Gert Ueding
- Moderne Rhetorik 44734-1 (2134), Gert Ueding
- Die Ritter 50892-9 (2392), Joachim Ehlers
- Ritterburgen 66091-7 (2831), Joachim Zeune
- Robin Hood 64541-9 (2767), Andrew James Johnston
- Rock und Pop 71529-7 (2739), Peter Wicke
- Die Römer in Germanien 72954-6 (2136), Reinhard Wolters
- Römische Geschichte 72965-2 (2012), Klaus Bringmann
- Die Römische Kaiserzeit 73495-3 (2155), Karl Christ
- Geschichte der römischen Literatur 56246-4 (2446), Thomas Baier
- Geschichte des Römischen Rechts 44732-7 (2132), Ulrich Manthe
- Die Römische Republik 50862-2 (2362), Martin Jehne
- Das Antike Rom 53607-6 (2407), Frank Kolb
- Geschichte Roms 72959-1 (2325), Volker Reinhardt
- Imperium Romanum 56267-9 (2467), Eckhard Meyer-Zwiffelhoffer
- Romantik 41053-6 (2053), Gerhard Schulz
- Die Rote Armee Fraktion 71235-7 (2878), Petra Terhoeven
- Das Rote Kreuz 64712-3 (2757), Daniel-Erasmus Khan
- Jean-Jacques Rousseau 63197-9 (2734), Michel Soetard
- Peter Paul Rubens 55490-2 (2504), Nils Büttner
- Philipp Otto Runge 60092-0 (2507), Frank Büttner
- Russische Geschichte 47076-9 (2076), Andreas Kappeler

### S
- Geschichte des Saarlandes 58456-5 (2612), Wolfgang Behringer, Gabriele Clemens
- Geschichte Sachsen-Anhalts 57286-9 (2614), Matthias Tullner
- Die Sachsen, Babette Ludowici
- Geschichte Sachsens 60524-6 (2613), Frank-Lothar Kroll
- Saladin 50886-8 (2386), Hannes Möhring
- Die Salier 71606-5 (2397), Johannes Laudage
- Die Samurai 73852-4 (2188), Wolfgang Schwentker
- Schach 73970-5 (2899), Christian Mann
- Schamanismus 41872-3 (2072), Klaus E. Müller
- Die Schiiten 71006-3 (2358), Heinz Halm
- Friedrich Schiller 50857-8 (2357), Peter-André Alt
- Schizophrenie 72694-1 (2497), Heinz Häfner
- Schlaf und Schlafstörungen 41889-1 (2089), Joachim Röschke, Klaus Mann
- Geschichte Schlesiens 67665-9 (2843), Arno Herzig
- Geschichte Schleswig-Holsteins 50891-2 (2615), Robert Bohn
- Geschichte Schottlands 67617-8 (2844), Bernhard Maier
- Geschichte der Schrift 47998-4 (2198), Harald Haarmann
- Franz Schubert 74087-9 (2725), Hans-Joachim Hinrichsen
- Schuberts Liederzyklen 63399-7 (2207), Elmar Budde
- Geschichte der Schule 55492-6 (2406), Franz-Michael Konrad
- Robert Schumann 56274-7 (2474), Arnfried Edler
- Schumanns Sinfonien 44811-9 (2211), Martin Demmler
- Geschichte der Schweiz 53601-4 (2401), Volker Reinhardt
- Geschichte der Seefahrt 62375-2 (2722), Robert Bohn
- Die Seidenstraße 72019-2 (2354), Thomas Höllmann
- Die Sepharden 56238-9 (2438), Georg Bossong
- Shakespeare 66377-2 (2055), Hans-Dieter Gelfert
- Jean Sibelius 58247-9 (2219), Joachim Brügge
- Der Siebenjährige Krieg 60695-3 (2704), Marian Füssel
- Sinti und Roma 69848-4 (2707), Karola Fings
- Sisi 66089-4 (2829), Michaela und Karl Vocelka
- Die Sixtinische Kapelle 63819-0 (2562), Ulrich Pfisterer
- Das Antike Sizilien (2437), Martin Dreher
- Geschichte Siziliens 58790-0 (2490), Thomas Dittelbach
- Geschichte Skandinaviens 53622-9 (2422), Harm G. Schröter
- Geschichte der Sklaverei (2920), Andreas Eckert
- Die Skythen 50842-4 (2342), Hermann Parzinger
- Die Slawen 70986-9 (2872), Eduard Mühle
- Die Sonne, 390013 (2001), Wolfgang Mattig
- Geschichte der Sowjetunion, Susanne Schattenberg
- Der Deutsche Sozialstaat 64061-2 (2764), Manfred G. Schmidt
- Was ist Soziobiologie ? 47999-1 (2199), Franz M. Wuketits
- Das Maurische Spanien 55488-9 (2395), Georg Bossong
- Spanische Geschichte 48087-4 (2111), Walther L. Bernecker
- Der Spanische Erbfolgekrieg 66173-0 (2826), Matthias Schnettger
- Sparta 41883-9 (2083), Ernst Baltrusch
- Geschichte der SPD 63717-9 (2753), Bernd Faulenbach
- Die Sprache 56264-8 (2464), Jürgen Trabant
- Geschichte der deutschen Sprache 72920-1 (2480), Thorsten Roelcke
- Der Spracherwerb des Kindes 48000-3 (2300), Jürgen Dittmann
- Sprachphilosophie 66978-1 (2802), Pirmin Stekeler-Weithofer
- Die SS 67513-3 (2841), Bastian Hein
- Geschichte des modernen Staates 53623-6 (2423), Wolfgang Reinhard
- Staatsverschuldung 63301-0 (2742), Hanno Beck, Aloys Prinz
- Stalingrad 50868-4 (2368), Bernd Ulrich
- Die Staufer 53593-2 (2393), Knut Görich
- Stauffenberg und der 20. Juli 1944 43302-3 (2102), Peter Hoffmann
- Die Steinzeit, 43291-3 (2091), Hansjürgen Müller-Beck
- Das Leben und Sterben der Sterne, 39720-4 (2020), Norbert Langer
- Stonehenge 71001-8 (2377), Bernhard Maier
- Richard Strauss. Opern 65486-2 (2222), Laurenz Lütteken
- Die Stuarts 61189-6 (2710), Ronald G. Asch
- Sufismus 72828-0 (2129), Annemarie Schimmel
- Der Suizid 66857-9 (2006), Thomas Bronisch
- Sumerer und Akkader 50874-5 (2374), Gebhard J. Selz
- Supervision und Coaching 72795-5 (2157), Nando Belardi

### T
- Das Tal der Könige 47995-3 (2195), Erik Hornung
- Die Täufer 73866-1 (2897), Thomas Kaufmann
- Geschichte der antiken Technik 53632-8 (2432), Helmuth Schneider
- Technik im Mittelalter 58782-5 (2482), Marcus Popplow
- Der Tee 65417-6 (2790), Peter Rohrsen
- Die Templer 71005-6 (2472), Jürgen Sarnowsky
- Das Alte Testament 72191-5 (2160), Christoph Levin
- Das Neue Testament 47992-2 (2192), Gerd Theißen
- Das Theater der Gegenwart 65476-3 (2779), Andreas Englhart
- Geschichte Thüringens 60523-9 (2616), Steffen Raßloff
- Tizian 56883-1 (2508), Wilhelm Schlink
- Lew Tolstoi 58793-1 (2493), Ulrich Schmid
- Traditionelle Chinesische Medizin 65602-6 (2796), Paul U. Unschuld
- Trauma und Traumafolgestörungen 69850-7 (2863), Andreas Maercker
- Traum und Traumdeutung 43317-7 (2117), Wolfgang Mertens
- Troia 44766-2 (2166), Dieter Hertel
- Peter Tschaikowsky 68810-2 (2855), Dorothea Redepenning
- Geschichte Tschechiens 66179-2 (2797), Joachim Bahlcke
- Tsunamis 64656-0 (2770), Linda Maria Koldau
- Geschichte der Türkei 64065-0 (2758), Klaus Kreiser
- Geschichte der Türkei, 44743-0 (2143), Udo Steinbach
- William Turner 61275-6 (2514), Monika Wagner

### U
- Geschichte der europäischen Universität 67667-3 (2702), Stefan Fisch
- Die UNO 68993-2 (2378), Klaus Dieter Wolf
- Unternehmen Barbarossa 61226-8 (2714), Christian Hartmann
- Der Urknall 72674-3 (2337), Hans-Joachim Blome, Harald Zaun
- Geschichte der USA 60166-8 (2051), Horst Dippel

### V
- Die Vandalen 71881-6 (2881), Konrad Vössing
- Die Varusschlacht 56257-0 (2457), Günther Moosbauer
- Der Vatikan 51483-8 (2182), Fabrizio Rossi
- Veganismus 72684-2 (2885), Claus Leitzmann
- Vegetarismus 44776-1 (2176), Claus Leitzmann
- Geschichte Venedigs 63815-2 (2756), Arne Karsten
- Giuseppe Verdi 64072-8 (2754), Anselm Gerhard
- Verdis Opern 64606-5 (2221), Sabine Henze-Döhring
- Vergils Aeneis 72688-0 (2884), Markus Janka
- Vermeer 59792-3 (2511), Nils Büttner
- Der Frieden von Versailles 72928-7 (2375), Eberhard Kolb
- Viren 44777-8 (2177), Susanne Modrow
- Vitamine 41860-0 (2060), Hans Konrad Biesalski
- Das Völkerrecht 56278-5 (2478), Angelika Nußberger
- Die Völkerschlacht bei Leipzig 64610-2 (2774), Hans-Ulrich Thamer
- Die Völkerwanderung 47980-9 (2180), Klaus Roosen
- Voltaire 53602-1 (2402), Jürgen von Stackelberg
- Voodoo und andere afroamerikanische Religionen 48016-0 (2316)

### W
- Richard Wagner 63721-6 (2766), Egon Voss
- Wagners Opern 63305-8 (2220), Sven Friedrich
- Der Wald 73216-4 (2891), Hansjörg Küster
- Waterloo 1815 67672-7 (2838), Marian Füssel
- Max Weber 62249-6 (2726), Dirk Kaesler
- Die Weimarer Republik 72780-1 (2477), Gunther Mai
- Wein 71114-5 (2793), Daniel Deckers
- Die Sieben Weisen 58785-6 (2485), Johannes Engels
- Die Welfen 66177-8 (2830), Thomas Vogtherr
- Das Weltall 53610-6 (2410), Dieter B. Herrmann
- Der Erste Weltkrieg 66365-9 (2312), Volker Berghahn
- Der Zweite Weltkrieg 44764-8 (2164), Gerhard Schreiber
- Die Weltreligionen 50865-3 (2365), Manfred Hutterer
- Die Sieben Weltwunder 45329-8 (2029), Kai Brodersen
- Der Westfälische Friede 68302-2 (2851), Siegrid Westphal
- Rogier van der Weyden 53592-5 (2502), Felix Thürlemann
- Der Deutsche Widerstand gegen Hitler 66106-8 (2798), Wolfgang Benz
- Geschichte der deutschen Wiedervereinigung 72250-9 (2736), Andreas Rödder
- Der Wiener Kongress 65381-0 (2778), Heinz Duchhardt
- Die Wikinger 41881-5 (2081), Rudolf Simek
- Wilhelm II. 65482-4 (2787), John C. G. Röhl
- Die Windsors 56261-7 (2461), Peter Alter
- Wirtschaftsethik 72669-9 (2845), Nils Ole Oermann
- Wirtschaftsgeschichte der Antike 65480-0 (2788), Michael Sommer
- Wirtschaftsgeschichte des Mittelalters 65484-8 (2781), Hans-Jörg Gilomen
- Wirtschaftsgeschichte der Neuzeit 70800-8 (2869), Christian Kleinschmidt
- Wirtschaftskrisen 60681-6 (2701), Werner Plumpe
- Das wichtigste Wissen (2910), Ernst Peter Fischer
- Wissenschaftstheorie 65331-5 (2808), Holm Tetens
- Die Wittelsbacher 56258-7 (2458), Hans-Michael Körner
- Die WTO 66711-4 (2836), Jörg Philipp Terhechte

### Y
- Yoga (2915), Vanamali Gunturu

### Z
- Zahlen 64871-7 (2751), Albrecht Beutelspacher
- Weltgeschichte der Zahlen 56250-1 (2450), Harald Haarmann
- Zarathustra und seine Religion 72823-5 (2370), Michael Stausberg
- Die Zehn Gebote 53630-4 (2430), Matthias Köckert
- Zeit, 390110 (2011), Klaus Mainzer
- Zeitrechnung 44763-1 (2163), Thomas Vogtherr
- Zen 50844-8 (2344), Michael von Brück
- Geschichte des Zionismus 47984-7 (2184), Michael Brenner
- Zwangskrankheiten 41866-2 (2066), Otto Benkert, Martina Lenze-Schulten

weitere
- Der 17. Juni 1953 64539-6 (2771), Ilko Sascha-Kowalczuk
- Die 68er-Bewegung 71000-1 (2183), Ingrid Gilcher-Holtey
- Die 101 wichtigsten Personen der deutschen Geschichte 67511-9 (2847), Edgar Wolfrum, Stefan Westermann
- Die 101 wichtigsten Personen der Weltgeschichte 67947-6 (2193), Udo Sautter
- Die 1000 wichtigsten Daten der Weltgeschichte 73602-5 (2148), Klaus-Jürgen Matz
- 1066 69844-6 (2866), Dominik Waßenhoven